# Colin White (Eishockeyspieler, 1997)
Colin Andrew White (* 30. Januar 1997 in Boston, Massachusetts) ist ein US-amerikanischer Eishockeyspieler, der seit Januar 2025 bei den San Jose Sharks aus der National Hockey League (NHL) unter Vertrag steht und bereits seit Oktober 2024 für deren Farmteam, die San Jose Barracuda, in der American Hockey League (AHL) spielt. Zuvor verbrachte der Center bereits fünf Jahre bei den Ottawa Senators und spielte jeweils kurzzeitig bei den Florida Panthers, den Pittsburgh Penguins und den Canadiens de Montréal in der NHL.

## Karriere
Colin White wurde in Boston geboren, verbrachte allerdings einen Teil seiner Kindheit in Nebraska, bevor seine Familie nach Massachusetts zurückkehrte und sich dort in Hanover niederließ. In seiner Jugend spielte der Angreifer unter anderem für die Boston Advantage, die Cape Cod Whalers sowie an der Noble and Greenough School in der regionalen Highschool-Liga. Zur Saison 2013/14 wechselte White ins USA Hockey National Team Development Program (NTDP), die zentrale Talenteschmiede des US-amerikanischen Eishockeyverbands aus Ann Arbor im Bundesstaat Michigan. Mit den dortigen Nachwuchs-Auswahlen nahm er fortan am Spielbetrieb der United States Hockey League (USHL) teil, der höchsten Juniorenliga der Vereinigten Staaten. Zudem fungieren die Teams des NTDP gleichzeitig als Junioren-Nationalmannschaften, sodass er mit dem Team USA an der World U-17 Hockey Challenge 2014 im Januar sowie an der U18-Weltmeisterschaft 2015 teilnahm und dort jeweils Goldmedaillen gewann. Darüber hinaus führte er bei der World U-17 Hockey Challenge alle Spieler in Toren (8), Vorlagen (10) und Scorerpunkten (18) an und wurde infolgedessen ins All-Star Team des Turniers gewählt. Nach zwei Jahren im NTDP wurde White im NHL Entry Draft 2015 an 21. Position von den Ottawa Senators ausgewählt.
Nach zwei Jahren schied White zudem altersbedingt aus dem NTDP aus und schrieb sich zum Herbst 2015 am Boston College ein, wo er fortan für die Boston College Eagles in der Hockey East am Spielbetrieb der National Collegiate Athletic Association teilnahm. Bereits als Freshman erreichte der Stürmer dort einen Punkteschnitt von über 1,0 (43 in 37 Spielen), sodass er als Rookie des Jahres der Liga ausgezeichnet und ins Hockey East Second All-Star Team sowie ins Hockey East All-Rookie Team gewählt wurde. Außerdem debütierte er über den Jahreswechsel 2015/16 in der U20-Nationalmannschaft der USA und belegte dabei bei der U20-Weltmeisterschaft 2016 den dritten Platz. Zur Saison 2016/17 kehrte White für ein weiteres Jahr ans Boston College zurück, wobei er erneut an der U20-Weltmeisterschaft teilnahm und mit dem Team nun die Goldmedaille errang. Er beendete seine letzte College-Saison mit 35 Punkten aus 37 Spielen, bevor er sich im März 2017 probeweise (amateur tryout) den Binghamton Senators anschloss, dem Farmteam der Ottawa Senators aus der American Hockey League (AHL). Dort gab der Angreifer in der Folge sein Profidebüt, kam in drei Einsätzen auf ein Tor sowie zwei Vorlagen und unterzeichnete schließlich Anfang April 2017 einen Einstiegsvertrag in Ottawa. Bereits am Tag darauf debütierte White für die Senators in der National Hockey League (NHL).
Mit Beginn der Saison 2017/18 kommt er regelmäßig in der NHL zum Einsatz, wurde allerdings vorerst hauptsächlich bei Ottawas neuem Farmteam eingesetzt, den Belleville Senators. Nach der Spielzeit debütierte er für die A-Nationalmannschaft der USA im Rahmen der Weltmeisterschaft 2018 und gewann dort mit dem Team die Bronzemedaille. Ab der Spielzeit 2018/19 etablierte sich White endgültig in der NHL und verzeichnete in seiner ersten kompletten Spielzeit in Ottawa 41 Punkte in 71 Spielen. Anschließend unterzeichnete er im August 2019 einen neuen Sechsjahresvertrag in der kanadischen Hauptstadt, der ihm ein durchschnittliches Jahresgehalt von 4,75 Millionen US-Dollar einbringen soll.
Diesen allerdings bezahlten ihm die Senators im Juli 2022 vorzeitig aus (buy-out), sodass er wenig später als Free Agent zu den Florida Panthers wechselte. In den Playoffs 2023 erreichte er mit dem Team das Endspiel um den Stanley Cup, unterlag dort allerdings den Vegas Golden Knights mit 1:4. Anschließend wurde sein auslaufender Vertrag im Sommer 2023 nicht verlängert und es dauerte bis Anfang Oktober desselben Jahres, ehe er in den Pittsburgh Penguins einen neuen Arbeitgeber für die Spielzeit 2023/24 fand. Von dort gelangte er im Februar 2024 über den Waiver zu den Canadiens de Montréal, ehe er im August 2024 einen auf die AHL beschränkten Vertrag bei den San Jose Barracuda unterzeichnete. Der Vertrag wurde im Januar 2025 vom NHL-Kooperationspartner San Jose Sharks übernommen und auf Gültigkeit für die NHL ausgeweitet.

## Erfolge und Auszeichnungen
- 2016 Hockey East Second All-Star Team
- 2016 Hockey East Rookie of the Year
- 2016 Hockey East All-Rookie Team

### International
| - 2014 Goldmedaille bei der World U-17 Hockey Challenge - 2015 Goldmedaille bei der U18-Weltmeisterschaft - 2016 Bronzemedaille bei der U20-Weltmeisterschaft | - 2017 Goldmedaille bei der U20-Weltmeisterschaft - 2018 Bronzemedaille bei der Weltmeisterschaft |

## Karrierestatistik
Stand: Ende der Saison 2024/25

### International
Vertrat die USA bei:
| - World U-17 Hockey Challenge 2014 (Januar) - U18-Junioren-Weltmeisterschaft 2015 - U20-Junioren-Weltmeisterschaft 2016 | - U20-Junioren-Weltmeisterschaft 2017 - Weltmeisterschaft 2018 - Weltmeisterschaft 2019 |

(Legende zur Spielerstatistik: Sp oder GP = absolvierte Spiele; T oder G = erzielte Tore; V oder A = erzielte Assists; Pkt oder Pts = erzielte Scorerpunkte; SM oder PIM = erhaltene Strafminuten; +/− = Plus/Minus-Bilanz; PP = erzielte Überzahltore; SH = erzielte Unterzahltore; GW = erzielte Siegtore; 1 Play-downs/Relegation; Kursiv: Statistik nicht vollständig)